# Ngiden Jangkungan
Ngiden Jangkungan is een bestuurslaag in het regentschap Soerabaja van de provincie Oost-Java, Indonesië. Ngiden Jangkungan telt 16.151 inwoners (volkstelling 2010).